# Plecopteromyces leptoperlarum
Plecopteromyces leptoperlarum är en svampart som beskrevs av M.C. Williams & Lichtw. 2005. Plecopteromyces leptoperlarum ingår i släktet Plecopteromyces och familjen Legeriomycetaceae.   Inga underarter finns listade i Catalogue of Life.